# Таро болл
Таро болл або таро кулька (англ. Taro Ball; кит.: 芋圓) — традиційний десерт тайванської та китайської кухонь, виготовлений з таро. Його готують у всіх регіонах Китаю та Тайваню. Найпопулярнішим різновидом цього десерту є таро Джиуфен (Jiufen's taro).

## Приготування та вживання

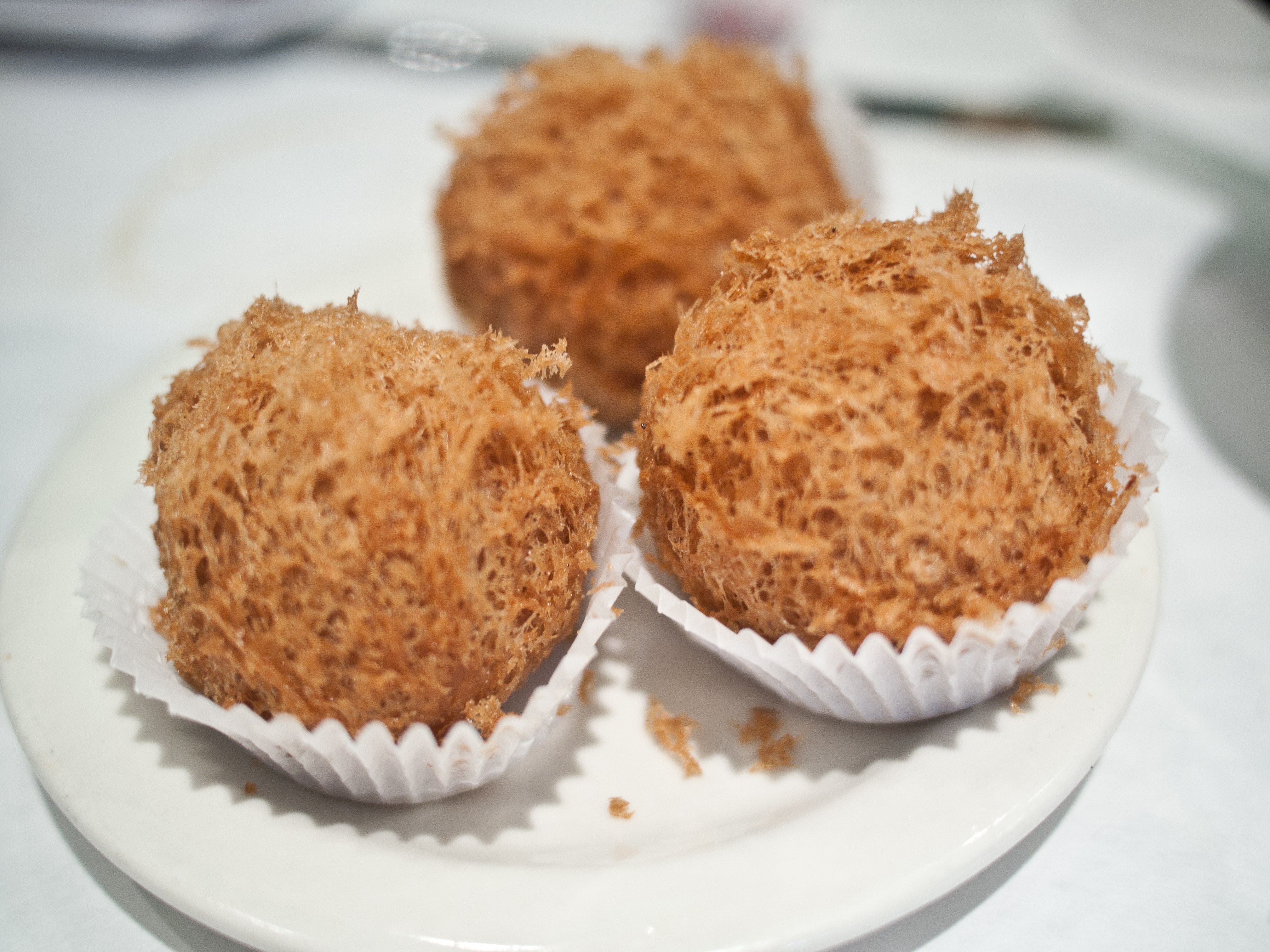
Десерт з кульок таро

Готують цей десерт змішуючи пюре таро з водою та солодку картоплю чи картопляне борошно. Беруть або той, або інший інгредієнт в залежності від того, які потрібно зробити кульки — твердими чи м'якими. У цьому разі пюре буде фіолетового або сірого кольору. Якщо ж потрібні кульки тільки жовтого кольору, то необхідно брати тільки солодку картоплю як головний інгредієнт; якщо ж потрібно зробити кульки зеленого кольору для десерту, то варто обирати горох.
Подають таро болл з сиропом за смаком — або охолодженим, або гарячим. Дуже часто кульки таро та солодкі картопляні кульки використовують для прикрашання інших десертів, наприклад, духуа чи баобінгу.